# 葉明蘭
葉明蘭是台灣公共電視（公視）的新聞主播，東海大學經濟學系畢業。

## 學歷
- 東海大學經濟學系畢業

## 經歷
- 民視記者
- 民視主播
- 《公視新聞深度報導》主播
- 《公視晚間新聞》主播
- 《公視晚間新聞》週末主播
- 《公視中晝新聞》週末主播
- 《公視暗時新聞》週末主播
- 《有話好說》主持人